# Vomer

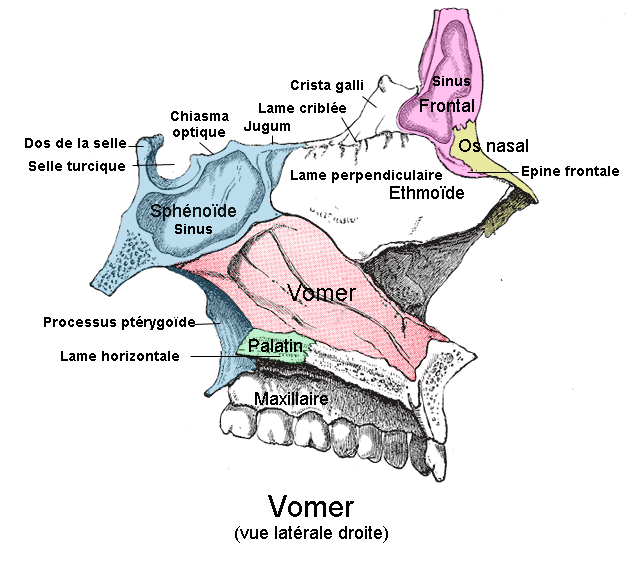
Vomerul (în roz)

Vomerul (Vomer) este un os nepereche, situat în planul median, întins între corpul osului sfenoid și podeaua foselor  nazale și formează partea postero-inferioară a septului nazal. Are forma unei lame osoase trapezoidale asemănându-se cu un fier de plug. Prezintă 2 fețe (dreapta, stânga) și 4 margini (superioară, inferioară, anterioară, posterioară). Se articulează cu osul etmoid (lama  perpendiculară), sfenoid, ambele maxile, ambele oase palatine și cu cartilajul septului nazal.

## Partea cuneiformă a vomerului
Partea cuneiformă a vomerului (Pars cuneiformis vomeris) este  porțiune anterioară a vomerului, de formă unui ic.

## Fețele vomerului
Fețele vomerului (dreaptă, respectiv stângă) sunt netede și participă la formarea peretelui medial (septal) al foselor nazale. Pe ambele fețe se află șanțuri vasculare și nervoase; unul din aceste șanțuri, mai proeminent poartă numele de șanțul vomerului (Sulcus vomeris) cu direcție în jos și înainte și în care se află nervul nazopalatin (Nervus nasopalatinus) și vasele sangvine care îl însoțesc.

## Marginea posterioară
Marginea posterioară a vomerului se numește creasta choanală (Crista choanalis vomeris) și este ușor concavă, subțire, și nearticulară; ea privește în jos spre faringe, este situată postero-inferiar și participă la delimitarea orificiilor posterioare ale foselor nazale (a choanelor).

## Marginea inferioară
Marginea inferioară a vomerului se articulează cu creasta nazală (Crista nasalis) mediană a maxilei și osului  palatin de pe planșeul cavității nazale.

## Marginea anterioară
Marginea anterioară a vomerului este cea mai lungă margine, oblică în jos și înainte, se articulează posterior cu lama perpendiculară a osului etmoid, iar anterior cu cartilajul septului nazal.

## Marginea superioară
Marginea superioară a vomerului este cea mai groasă, și este despicată în două lamele - aripile vomerului (Ala vomeris). În șanțul antero-posterior dintre aripile vomerului se fixează creasta sfenoidală inferioară și ciocul sfenoidului (Rostrum sphenoidale), se  formează astfel un canalul - canalul vomerorostral sau canalul sfenovomerian median (Canalis vomerorostralis), situat pe linia mediană între marginea superioară a vomerului și ciocul sfenoidului și care este umplut cu țesut conjunctiv. Marginile libere ale aripelor vomerului se articulează cu cornetul sfenoidului (Concha sphenoidalis), procesele vaginale (Processus vaginalis) ale procesului pterigoid și procesul sfenoidal al osului palatin (Processus sphenoidalis ossis palatini). Între procesul vaginal și fața inferioară a corpului sfenoidal se află șanțul vomerovaginal (Sulcus vomerovaginalis), care este transformat de către aripa vomerului în canalul vomerovaginal sau sfenovomerian lateral (Canalis vomerovaginalis) prin care trece o ramură a arterei sfenopalatine (Arteria sphenopalatina).